# 邁向未來的倒數10秒
《邁向未來的倒數10秒》是日本朝日電視台於2022年4月14日至6月9日播出的週四晚間九點連續劇，由木村拓哉主演。
台灣由KKTV於4月15日起跟播，緯來日本台翻譯為《拳王的教室》於6月15日起晚間9點電視首播，MyVideo於9月30日全套上架。香港由Viu播放。

## 登場人物

### 主要人物
- 桐澤祥吾〈48〉：木村拓哉[1]（粵語配音：陳健豪）

前拳擊手。雖然在高中時期拿下四座冠軍，但在大學二年級的時候因傷及眼睛放棄拳擊，後來心愛的妻子也因病去世。自暴自棄的桐澤在高中好友的提議下成為母校松葉台高中的拳擊社教練，第二集兼任為代課老師。
- 折原葵〈36〉：滿島光[2]（粵語配音：李莎娜）

松葉台高中的國文老師、拳擊社顧問。單親媽媽，有位8歲兒子。
- 甲斐誠一郎〈48〉：安田顯[3]（粵語配音：李家傑）

桐澤的好友。因擔心桐澤，提議他成為母校拳擊社教練。現在經營著「甲斐拳擊館」。擁有日本輕量級冠軍的光輝成績。

### 松葉台高中拳擊部
- 伊庭海斗〈17〉：高橋海人（King & Prince）[4]（粵語配音：簡懷甄）

拳擊部部長。因漫畫對拳擊產生憧憬，拳擊部唯一的3年級生。成績優秀，擁有進入東京大學的實力。
- 水野明里〈16〉：山田杏奈[5]（粵語配音：楊婉潼）

拳擊部唯一女生部員。2年級生。為了戰勝後父欺淩，而想學習拳擊。
- 西條桃介〈15〉：村上虹郎[5]（粵語配音：梁皓翔）

拳擊部部員。1年級生。來自大阪的轉學生。有不俗的拳擊實力。對人態度輕佻，不善與人相處。
- 玉乃井竜也〈16〉：坂東龍汰[5]（粵語配音：陳成港）

拳擊部部員。前空手道社員。2年級生。
- 友部陸〈16〉：佐久本寶[5]（粵語配音：潘昀雋）

擁有各種社團經歷的拳擊部部員。前文藝社社員。2年級生。
- 西山愛〈16〉：吉柳咲良[5]（粵語配音：石梓晴）

拳擊部經理。為人温柔。
- 江戶川蓮〈15〉：櫻井海音[5]（粵語配音：黃尉斯）

拳擊部新加入部員。1年級生。
- 天津大地〈15〉：阿久津仁愛[5]（粵語配音：陳漢祺）

拳擊部新加入部員。1年級生。
- 森拓己〈15〉：大朏岳優[5]（粵語配音：鄧燦陽）

拳擊部部員。1年級生。

### 松葉台高中教職員工
- 大場麻琴〈47〉：內田有紀[3]（粵語配音：馮詠恩）

校長。蘆屋夫婦的女兒，高中時曾是拳擊部經理，年輕時曾向桐澤表白，但被桐澤拒絕。
- 貓林肇〈54〉：生瀬勝久[3]（粵語配音：袁德基）

教導主任。
- 間地真實〈48〉：八嶋智人[3]（粵語配音：郭湛深）

前拳擊部顧問，理科教師。現在是將棋部顧問。
- 大野倫子〈45〉：富田靖子[3](粵語配音：梁倩蘅)

英語老師。
- 日比野雅也〈35〉：馬場徹[3]（粵語配音：梁皓翔）

升學班的數學教師。程式設計部顧問。
- 坂卷勝夫〈45〉：ORAKIO[3]（粵語配音：馮瀚輝）

體育老師。體操部顧問。
- 梅田涼子：高月彩良（粵語配音：陳凱婷）

松葉台高中的政治經濟老師。因懷孕休產假。

### 相關人物
- 蘆屋賢三〈75〉：柄本明[3]（粵語配音：羅偉亮）

拳擊部前教練。桐澤祥吾和甲斐誠一郎的恩師。因罹患肝癌辭去教職。
- 蘆屋珠江〈70〉：市毛良枝[3]（粵語配音：陳凱婷）

蘆屋賢三的妻子。
- 折原楓〈33〉：瀧澤凱倫[6]（粵語配音：何凱怡）

折原葵的妹妹。在家工作。
- 折原圭太〈8〉：川原瑛都[6]（粵語配音：廖杏茵）

折原葵的兒子。活潑、喜歡足球的男孩子。
- 桐澤史織：波瑠（粵語配音：廖杏茵）

桐澤祥吾因病去世的妻子。
- 井村和樹：石黑賢（第6話－）（粵語配音：陳漢祺）

史織的哥哥。

### 其他人物
- 矢代智香〈16〉：山口麻友[5]（粵語配音：梁倩蘅）

2年級生。 新聞社社員。
- 野崎太一〈16〉：三浦獠太[5]（粵語配音：梁皓翔）

2年級生。 擔任攝影師的新聞社社員。
- 槙浩介〈16〉：富樫慧士[5]（粵語配音：郭湛深）

2年級生。
- 有川千尋〈16〉：渡邊優奈[5]

2年級生。
- 田中雅志：松浦慎一郎（粵語配音：陳漢祺）

甲斐誠一郎的部下。
- 大湊勝彦：廣川三憲（第5話、第6話）（粵語配音：鄧燦陽）

京明高中校長。
- 小湊雅彥：佐伯新（第5話）（粵語配音：陳漢祺）

京明高中教導主任。
- 奥村紗耶：山本千尋（第3話－）（粵語配音：鄭家蕙）

京明高中拳擊部。2年級生。
- 大村啓司：谷川昭一朗（第3話－）（粵語配音：袁德基）

京明高中拳擊部教練。
- 龍一、洋介、雅也、真治: 高橋里恩、一條恭輔 、久師 、 (第1話) (粵語配音: 黃尉斯、梁皓翔、簡懷甄、郭湛深)

不良份子。
- 水野響子：吉澤梨繪 （第2、3話）（粵語配音：石梓晴）

水野明里的母親。
- 今宮智明：袴田吉彥（第2、3話）（粵語配音：袁德基）

水野響子前夫。
- 辻孝太郎：佐野泰臣（第3話）（粵語配音：鄧燦陽）

山井中葉銀行員，今宮智明的上司。
- 賽場報播報員：羽瀬川凪（第4、5話）（粵語配音：何凱怡）
- 拳賽的裁判：荒川浩平（第4、5、9話）（粵語配音：馮瀚輝）
- 佐久間美鈴：波瑠（第5、6話）（粵語配音：廖杏茵）

大下眼科的接待員，與桐澤史織外貌神似。
- 海老原昌平、木內雄介、黑岩孝也、關淳一：櫻木那智、山下航平、浦山佳樹 （第5話）（粵語配音：陳漢祺、鄧燦陽、郭湛深、馮瀚輝）

江戶川蓮的前輩。
- 小野田浩志、廣山志樹：市川理矩、佐久間悠（第6、7話）（粵語配音：簡懷甄、陳漢祺）

松葉高中的二年級生。
- 澤健一郎：山崎龍太郎（第7話）（粵語配音：黃尉斯）

松葉高中的一年級生。
- 西條真知子：紺野真晝（第7話）（粵語配音：王綺婷）

西條桃介的母親。
- 長谷川一隆：西本龍樹（第7、8話）（粵語配音：羅偉亮）

腦神經外科醫生，診斷出桃介腦部有腫瘤。
- 大堀幸一（第8話）（粵語配音：黃尉斯）

「串烤大將」重開的資助者。
- 「串烤大將」客人:　今井英二、片桐伸直、竹林文雄（第９話）（粵語配音：黃尉斯）
- 觀賽學生：土佐卓也、土佐有輝（第９話）（粵語配音：梁皓翔、郭湛深）
- 齋田夏帆：森日菜美（第９話）（粵語配音：何凱怡）

高中聯賽預選賽播報員。

## 製作團隊
- 劇本：福田靖
- 音樂：林友樹
- 主題曲：B'z〈COMEBACK -愛しき破片-〉（VERMILLION RECORDS）[7]
- LOGO親筆題字：高橋海人
- 製作總指揮：横地郁英（朝日電視台）
- 執行製作人：黑田徹也（朝日電視台）
- 製作人：川島誠史（朝日電視台）、都築步（朝日電視台）、菊池誠（as birds）、岡美鶴（as birds）
- 導演：河合勇人、星野和成
- 製作協力：as birds
- 製作著作：朝日電視台

## 播出日程
| 集數                                                                       | 播出日期 | 日文標題 | 中文標題（Viu） | 導演     | 收視率 | 備註       |
| -------------------------------------------------------------------------- | -------- | -------- | --------------- | -------- | ------ | ---------- |
| 第1話                                                                      | 4月14日  |          | 新教練          | 河合勇人 | 11.8%  | 加長15分鐘 |
| 第2話                                                                      | 4月21日  |          | 代課老師        | 河合勇人 | 10.5%  | 加長10分鐘 |
| 第3話                                                                      | 4月28日  |          | 不幸            | 星野和成 | 09.9%  |            |
| 第4話                                                                      | 5月5日   |          | 高中聯賽        | 星野和成 | 09.6%  | 加長6分鐘  |
| 第5話                                                                      | 5月12日  |          | 辭職            | 河合勇人 | 10.6%  | 加長6分鐘  |
| 第6話                                                                      | 5月19日  |          | 出賽名單        | 星野和成 | 11.1%  | 加長6分鐘  |
| 第7話                                                                      | 5月26日  |          | 禁足反省        | 河合勇人 | 10.5%  | 加長6分鐘  |
| 第8話                                                                      | 6月2日   |          | 重大決定        | 星野和成 | 11.2%  | 加長10分鐘 |
| 最終話                                                                     | 6月9日   |          | 各自選擇的未來  | 星野和成 | 13.1%  | 加長15分鐘 |
| 平均收視率 10.9%（收視率由Video Research調查關東地區、家戶的即時統計資料） |          |          |                 |          |        |            |

## 外部連結
- 官方网站（日語）
- 邁向未來的倒數10秒的X（前Twitter）（日語）
- 邁向未來的倒數10秒的Instagram帳戶（日語）

| 日本 朝日電視台 週四晚間九點連續劇    | 日本 朝日電視台 週四晚間九點連續劇           | 日本 朝日電視台 週四晚間九點連續劇 |
| ------------------------------------- | -------------------------------------------- | ---------------------------------- |
|                                       | 邁向未來的倒數10秒 （2022年4月14日－6月9日） |                                    |
| 隔壁的阿力 （2022年1月20日－3月31日） | 六本木Class （2022年7月7日－9月29日）        |                                    |

| 臺灣 緯來日本台 每週一至週五 21:00-22:00 | 臺灣 緯來日本台 每週一至週五 21:00-22:00      | 臺灣 緯來日本台 每週一至週五 21:00-22:00          |
| ---------------------------------------- | --------------------------------------------- | ------------------------------------------------- |
|                                          | 拳王的教室 （2022年6月15日－6月27日）         |                                                   |
| 正直不動產 （2022年5月31日－6月14日）    | 持續可能的戀愛？ （2022年6月28日－7月11日）   |                                                   |
| Monster （2025年1月10日－1月24日）       | 拳王的教室 （重播） （2025年2月3日－2月13日） | 好想把那個人渣狠揍一頓 （2025年2月14日－2月27日） |

| 香港 Viu 星期日 21:00 - 22:00 · 2022年12月25日、2023年1月1日、2月12日及19日 21:00 - 22:15            | 香港 Viu 星期日 21:00 - 22:00 · 2022年12月25日、2023年1月1日、2月12日及19日 21:00 - 22:15 | 香港 Viu 星期日 21:00 - 22:00 · 2022年12月25日、2023年1月1日、2月12日及19日 21:00 - 22:15 |
| --- | ----------------------------------------------------------------------------------------- | ----------------------------------------------------------------------------------------- |
| | （2022年12月25日－2023年2月19日）                                                         |                                                                                           |
| 真犯人旗標 （2022年8月7日－2022年12月18日）                                                          | Dr. White （2023年2月26日－2023年4月30日）                                                |                                                                                           |
| 香港 ViuTV 星期二至六（星期一至五深夜）00:00－01:00 · 2023年10月12日、13日、21日及24日 00:00 - 01:15 |                                                                                           |                                                                                           |
| 勿說是推理 （2023年9月26日－2023年10月11日）                                                         | （2023年10月12日－2023年10月24日）                                                        | 真犯人旗標 （2023年10月25日－2023年11月21日）                                             |